# Ive Jerolimov
Ive Jerolimov (* 30. března 1958) je bývalý chorvatský profesionální fotbalista, který hrál na pozici obránce nebo záložníka.

## Klubová kariéra
Jerolimov se narodil v Preku u Zadaru. Během své klubové kariéry hrál za HNK Rijeka, HNK Hajduk Split a Cercle Bruggy KSV.

## Reprezentační kariéra
Jerolimov debutoval za Jugoslávii v kvalifikačním zápase na Mistrovství světa ve fotbale 1982 v září 1980 proti Dánsku a za reprezentaci si připsal celkem šest startů. Byl nehrajícím členem jejich týmu na Mistrovství světa ve fotbale 1982. Jeho posledním mezinárodním zápasem byl kvalifikační zápas na Mistrovství Evropy ve fotbale 1984 v listopadu 1982 proti Bulharsku.

## Statistiky

### Klubové
| Klub              | Sezóna            | Liga                  | Liga   | Liga | Národní pohár | Národní pohár | Kontinentální | Kontinentální | Celkově | Celkově |
| Klub              | Sezóna            | Soutěž                | Zápasy | Góly | Zápasy        | Góly          | Zápasy        | Góly          | Zápasy  | Góly    |
| ----------------- | ----------------- | --------------------- | ------ | ---- | ------------- | ------------- | ------------- | ------------- | ------- | ------- |
| HNK Rijeka        | 1978/79           | Jugoslávská Prva liga | 19     | 2    | 3             | 0             | 2             | 0             | 24      | 2       |
| HNK Rijeka        | 1979/80           | Jugoslávská Prva liga | 24     | 1    | 0             | 0             | 2             | 0             | 26      | 1       |
| HNK Rijeka        | 1980/81           | Jugoslávská Prva liga | 32     | 2    | 1             | 0             | –             | –             | 33      | 2       |
| HNK Rijeka        | 1981/82           | Jugoslávská Prva liga | 31     | 2    | 1             | 0             | –             | –             | 32      | 2       |
| HNK Rijeka        | Celkově           | Celkově               | 106    | 7    | 5             | 0             | 4             | 0             | 115     | 7       |
| HNK Hajduk Split  | 1982/83           | Jugoslávská Prva liga | 16     | 4    | 2             | 2             | 4             | 3             | 22      | 10      |
| HNK Hajduk Split  | 1983/84           | Jugoslávská Prva liga | 19     | 4    | 4             | 2             | 5             | 0             | 28      | 6       |
| HNK Hajduk Split  | 1984/85           | Jugoslávská Prva liga | 1      | 0    | 0             | 0             | 0             | 0             | 1       | 0       |
| HNK Hajduk Split  | 1985/86           | Jugoslávská Prva liga | 15     | 1    | 1             | 0             | 7             | 0             | 23      | 1       |
| HNK Hajduk Split  | 1986/87           | Jugoslávská Prva liga | 18     | 3    | 3             | 0             | 5             | 2             | 26      | 5       |
| HNK Hajduk Split  | Celkově           | Celkově               | 69     | 11   | 10            | 4             | 21            | 5             | 100     | 20      |
| Cercle Bruggy     | 1987/88           | Jupiler Pro League    | 14     | 4    | 2             | 1             | –             | –             | 16      | 5       |
| Cercle Bruggy     | 1988/89           | Jupiler Pro League    | 13     | 2    | 1             | 0             | –             | –             | 14      | 2       |
| Cercle Bruggy     | Celkově           | Celkově               | 27     | 6    | 3             | 1             | 0             | 0             | 30      | 7       |
| Celkově v kariéře | Celkově v kariéře | Celkově v kariéře     | 202    | 24   | 18            | 5             | 25            | 5             | 245     | 34      |

### Reprezentační
| Národní tým | Rok     | Zápasy | Góly |
| ----------- | ------- | ------ | ---- |
| Jugoslávie  | 1980    | 2      | 0    |
| Jugoslávie  | 1981    | 3      | 0    |
| Jugoslávie  | 1982    | 1      | 0    |
| Celkově     | Celkově | 6      | 0    |

## Úspěchy
HNK Rijeka
- Jugoslávský pohár: 1979

HNK Hajduk Split
- Jugoslávský pohár: 1984, 1987